# Coupe d'Afrique de rugby à XV 2012
Navigation
Coupe d'Afrique 2011 Coupe d'Afrique 2013
La Coupe d'Afrique de rugby à XV 2012 est une compétition organisée par la Confédération africaine de rugby qui oppose les 14 meilleures nations africaines. Les résultats des matchs comptent également pour les qualifications de la Coupe du monde 2015. Elle se termine par la victoire du Zimbabwe, vainqueur en finale de l'Ouganda sur le score de 22 à 18.

## Équipes engagées
| Rang RA | Rang WR | Équipe   | Participation (Pre) | Meilleur résultat            |
| ------- | ------- | -------- | ------------------- | ---------------------------- |
| 3       | 32      | Zimbabwe | 11e (2000)          |                              |
| 4       | 34      | Tunisie  | 11e (2000)          | Finaliste (2002, 2009, 2011) |
| 5       | 40      | Kenya    | 08e (2003)          | Vainqueur (2011)             |
| 6       | 43      | Ouganda  | 07e (2003)          | Vainqueur (2007)             |

| Division 1B - Madagascar - Maroc - Namibie - Sénégal | Division 1C - Botswana - Cameroun - Côte d'Ivoire - Maurice - Nigeria - Zambie |

## Division 1A
Les matchs se disputent sous forme de tournoi organisé en Tunisie à Jemmal du 10 juillet au 14 juillet 2012. La Tunisie est rétrogradée en Division 1B à l'issue de la compétition.

### Tableau
|  | Demi-finales           | Demi-finales           |                        |    | Finale                 | Finale                 |
|  | Demi-finales           | Demi-finales           |                        |    | Finale                 | Finale                 |
|  |                        |                        |                        |    |                        |                        |
|  | le 10 juillet à Jemmal | le 10 juillet à Jemmal |                        |    | le 14 juillet à Jemmal | le 14 juillet à Jemmal |
|  | le 10 juillet à Jemmal | le 10 juillet à Jemmal |                        |    | le 14 juillet à Jemmal | le 14 juillet à Jemmal |
|  | Zimbabwe               | 30                     |                        |    | le 14 juillet à Jemmal | le 14 juillet à Jemmal |
|  | Zimbabwe               | 30                     |                        |    | le 14 juillet à Jemmal | le 14 juillet à Jemmal |
|  | Tunisie                | 14                     |                        |    | le 14 juillet à Jemmal | le 14 juillet à Jemmal |
|  | Tunisie                | 14                     | Zimbabwe               | 22 |                        |                        |
|  | le 10 juillet à Jemmal |                        | Zimbabwe               | 22 |                        |                        |
|  |                        | Ouganda                | 18                     |    |                        |                        |
|  | Ouganda                | Ouganda                | 18                     | 21 |                        |                        |
|  | Ouganda                |                        |                        | 21 |                        |                        |
|  | Kenya                  | 19                     |                        |    |                        |                        |
|  | Kenya                  | 19                     | Match pour la 3e place |    |                        |                        |
|  |                        |                        |                        |    |                        |                        |
|  | le 14 juillet à Jemmal |                        |                        |    |                        |                        |
|  |                        |                        |                        |    |                        |                        |
|  | Kenya                  | 31                     |                        |    |                        |                        |
|  | Kenya                  | 31                     |                        |    |                        |                        |
|  | Tunisie                | 24                     |                        |    |                        |                        |
|  | Tunisie                | 24                     |                        |    |                        |                        |

### Demi-finales
| 10 juillet 2012 | Zimbabwe | 30 – 14 | Tunisie | Stade Municipal, Jemmal Arbitre : C. Lafon |
| 10 juillet 2012 |          |         |         | Stade Municipal, Jemmal Arbitre : C. Lafon |
| 10 juillet 2012 |          |         |         | Stade Municipal, Jemmal Arbitre : C. Lafon |

| 10 juillet 2012 | Ouganda | 21 – 19 | Kenya | Stade Municipal, Jemmal Arbitre : A. Blondel |
| 10 juillet 2012 |         |         |       | Stade Municipal, Jemmal Arbitre : A. Blondel |
| 10 juillet 2012 |         |         |       | Stade Municipal, Jemmal Arbitre : A. Blondel |

### Finale
| 14 juillet 2012 | Zimbabwe | 22 – 18 | Ouganda | Stade Municipal, Jemmal Arbitre : C. Lafon |
| 14 juillet 2012 |          |         |         | Stade Municipal, Jemmal Arbitre : C. Lafon |
| 14 juillet 2012 |          |         |         | Stade Municipal, Jemmal Arbitre : C. Lafon |

## Division 1B
Les matchs se disputent sous forme de tournoi organisé à Madagascar à Antananarivo du 4 juillet au 8 juillet 2012. Madagascar est promu en Division 1A et le Maroc rétrogradé en Division 1C.

### Tableau
|  | Demi-finales                | Demi-finales                |                        |    | Finale                      | Finale                      |
|  | Demi-finales                | Demi-finales                |                        |    | Finale                      | Finale                      |
|  |                             |                             |                        |    |                             |                             |
|  | le 4 juillet à Antananarivo | le 4 juillet à Antananarivo |                        |    | le 8 juillet à Antananarivo | le 8 juillet à Antananarivo |
|  | le 4 juillet à Antananarivo | le 4 juillet à Antananarivo |                        |    | le 8 juillet à Antananarivo | le 8 juillet à Antananarivo |
|  | Madagascar                  | 35                          |                        |    | le 8 juillet à Antananarivo | le 8 juillet à Antananarivo |
|  | Madagascar                  | 35                          |                        |    | le 8 juillet à Antananarivo | le 8 juillet à Antananarivo |
|  | Maroc                       | 28                          |                        |    | le 8 juillet à Antananarivo | le 8 juillet à Antananarivo |
|  | Maroc                       | 28                          | Madagascar             | 57 |                             |                             |
|  | le 4 juillet à Antananarivo |                             | Madagascar             | 57 |                             |                             |
|  |                             | Namibie                     | 54                     |    |                             |                             |
|  | Namibie                     | Namibie                     | 54                     | 20 |                             |                             |
|  | Namibie                     |                             |                        | 20 |                             |                             |
|  | Sénégal                     | 18                          |                        |    |                             |                             |
|  | Sénégal                     | 18                          | Match pour la 3e place |    |                             |                             |
|  |                             |                             |                        |    |                             |                             |
|  | le 8 juillet à Antananarivo |                             |                        |    |                             |                             |
|  |                             |                             |                        |    |                             |                             |
|  | Sénégal                     | 26                          |                        |    |                             |                             |
|  | Sénégal                     | 26                          |                        |    |                             |                             |
|  | Maroc                       | 25                          |                        |    |                             |                             |
|  | Maroc                       | 25                          |                        |    |                             |                             |

### Demi-finales
| 4 juillet 2012 | Madagascar | 35 – 28 | Maroc | Stade Mahamasina, Antananarivo Arbitre : L. Legoete |
| 4 juillet 2012 |            |         |       | Stade Mahamasina, Antananarivo Arbitre : L. Legoete |
| 4 juillet 2012 |            |         |       | Stade Mahamasina, Antananarivo Arbitre : L. Legoete |

| 4 juillet 2012 | Namibie | 20 – 18 | Sénégal | Stade Mahamasina, Antananarivo Arbitre : M. Lawrence |
| 4 juillet 2012 |         |         |         | Stade Mahamasina, Antananarivo Arbitre : M. Lawrence |
| 4 juillet 2012 |         |         |         | Stade Mahamasina, Antananarivo Arbitre : M. Lawrence |

### Finale
| 8 juillet 2012 | Madagascar | 57 – 54 | Namibie | Stade Mahamasina, Antananarivo Arbitre : M. Lawrence |
| 8 juillet 2012 |            |         |         | Stade Mahamasina, Antananarivo Arbitre : M. Lawrence |
| 8 juillet 2012 |            |         |         | Stade Mahamasina, Antananarivo Arbitre : M. Lawrence |

## Division 1C
Le Cameroun est forfait pour l'ensemble du tournoi qui se déroule à Gaborone au Botswana du 22 juillet au 28 juillet 2012. Le Botswana est promu en Division 1B à l'issue de la compétition.

### Classement
| Rang | Nation        | J | V | N | D | Pm | Pe | Diff | Pts |
| ---- | ------------- | - | - | - | - | -- | -- | ---- | --- |
| 1    | Botswana      | 2 | 2 | 0 | 0 | 48 | 29 | +19  | 8   |
| 2    | Côte d'Ivoire | 2 | 2 | 0 | 0 | 53 | 35 | +18  | 8   |
| 3    | Maurice       | 2 | 1 | 0 | 1 | 40 | 47 | -7   | 4   |
| 4    | Nigeria       | 2 | 0 | 0 | 2 | 39 | 55 | -16  | 1   |
| 5    | Zambie        | 2 | 0 | 0 | 2 | 33 | 47 | -14  | 1   |

|  | Promu en Division 1B (no 1). |

### Détails des résultats
| 22 juillet 2012 | Maurice | 26 – 22 | Nigeria | Gaborone |
| 22 juillet 2012 |         |         |         | Gaborone |
| 22 juillet 2012 |         |         |         | Gaborone |

| 22 juillet 2012 | Botswana | 23 – 15 | Zambie | Gaborone |
| 22 juillet 2012 |          |         |        | Gaborone |
| 22 juillet 2012 |          |         |        | Gaborone |

| 25 juillet 2012 | Côte d'Ivoire | 29 – 17 | Nigeria | Gaborone |
| 25 juillet 2012 |               |         |         | Gaborone |
| 25 juillet 2012 |               |         |         | Gaborone |

| 28 juillet 2012 | Côte d'Ivoire | 24 – 18 | Zambie | Gaborone |
| 28 juillet 2012 |               |         |        | Gaborone |
| 28 juillet 2012 |               |         |        | Gaborone |

| 28 juillet 2012 | Botswana | 25 – 14 | Maurice | Gaborone |
| 28 juillet 2012 |          |         |         | Gaborone |
| 28 juillet 2012 |          |         |         | Gaborone |